# Oatlands (Surrey)
 (novembre 2023).
Oatlands est une localité anglaise du Surrey située au sud-ouest du centre de Londres.